# Polyommatus ferrana
Polyommatus ferrana är en fjärilsart som beskrevs av Walker 1870. Polyommatus ferrana ingår i släktet Polyommatus och familjen juvelvingar. Inga underarter finns listade i Catalogue of Life.